# グラナリー墓地
グラナリー墓地 (英語: Old Granary Burial Ground [-ˈgrænəri, ˈgeɪnəri-]) は、アメリカ合衆国マサチューセッツ州ボストンで3番目に古い墓地。1660年にトレモント・ストリートに設立された。ポール・リビアなどアメリカ独立戦争時代の多くの著名なペイトリオット、ボストン虐殺事件の犠牲者5名、アメリカ独立宣言に署名したサミュエル・アダムズ、ジョン・ハンコック、ロバート・トリート・ペインが埋葬されている。墓石は2,345基であるが、歴史家によると5,000人が埋葬されているとされる。パークストリート教会に隣接し、サフォーク大学法科大学院の向かいにある。
ロードアイランド州ニューポートにあるトウロ墓地の門を設計した建築家のアイザイア・ロジャースがエジプシャン・リバイバル様式の門およびフェンスを設計した。

## 歴史
1660年に創立した、ボストンで3番目に古い墓地である。ボストンの人口増加により、1ブロック北東のボストンで一番古い墓地であるキングス・チャペル墓地が手狭になったために設立された。1737年までこの墓地は南墓地として知られていたが、隣接する現在のパークストリート教会の場所に穀倉(グラナリー)があったためグラナリー墓地と呼ばれるようになった。1830年5月、ベンジャミン・フランクリンに敬意を表し、この地域に木々を植えて「フランクリン墓地」と呼ぶようにしたが定着しなかった。

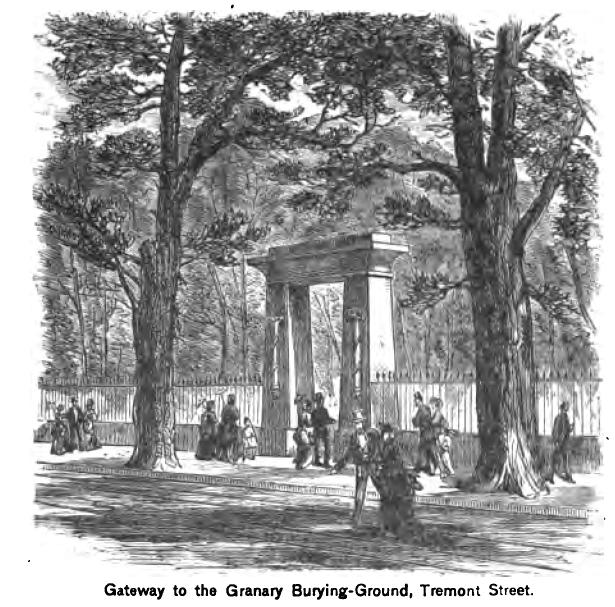
1881年頃、グラナリー墓地の門およびヨーロッパ・エルムの木々

当時、このブロックを包括していたボストンコモンの一部であった。墓地創立の2年後、このブロックの南西部に穀倉および刑務所などの公的施設、北部に住宅が建てられた。
当初、墓は土地の後方に設置されていた。1717年5月15日、現在のトレモント・ストリートとなる西南の道路を幹線道路とするため、墓地の拡大の投票が通過した。1720年、墓地の拡大が行なわれ、ボストン在住の多くの家族のために15基が設置された。
トレモント・ストリート沿いにヨーロッパ・ニレの大木11本が植えられた。1762年、アディノ・パドックとジョン・バラードが植栽し、1856年までに太さは10フィート(3m)にまで成長した。ニレの下の歩道は「パドックス・モール」と呼ばれ、他の地面には木々は植えられていなかった。1830年、初の大規模な改修として、多くの木々が植えられた。1840年、再度改修が行なわれ、トレモント・ストリート沿いに鉄柵が建設された。ボストンの建築家のアイザイア・ロジャースがこの鉄柵を設計し、費用の5,000ドルは半分がボストン市、残りは公募でまかなわれた。ロジャースはロードアイランド州ニューポートにあるトウロ墓地のエジプシャン・リバイバルの同様の門も設計した。
2009年1月、観光客の女性が自身で散策中に地面から落ち、これまで知られていなかった地下聖堂が発見された。地下に通じる階段は粘板岩のかけらで覆われ、経年劣化により崩壊した。この観光客には怪我はなく、遺体と対峙することもなかった。8フィート(2.4m)×12フィート(3.7m)の広さで、構造は完全なまま残っていたと報じられた。1732年から1733年、ボストンの都市行政委員であったジョナサン・アーミテイジが埋葬されていたとされる。2011年5月、ボストン市は30万ドルをかけて歩道の拡張、観測点の設置などを含む修復および改修を行なうことを発表した。フリーダム・トレイル・ファンデーションが12万5千ドル、残りをボストン市が負担することとなった。

## 記念碑
1827年、ボストン生まれのベンジャミン・フランクリンの一族に敬意を表し、オベリスクが建てられた。フランクリンの父ジョザイア・フランクリンはイングランドのノーサンプトンシャーで生まれ、ジョザイアの2番目の妻でベンジャミンの母であるアビアはナンタケットで生まれた。バンカーヒル記念塔の採石場からの花崗岩で製造され、劣化していたフランクリン家の墓石のあった場所に建てられた。1827年6月15日、この新たな記念碑の除幕式が行われた。
1667年6月18日、52歳で亡くなったジョン・ウェイクフィールドの記念碑が最古の記念碑とされている。1660年の墓地設立との7年間については知られていない。
1770年3月5日に起こったボストン虐殺事件のアメリカ人犠牲者の墓石がトレモント・ストリート側の入り口近くにある。1800年代、この墓石はよりモダンな造園および19世紀の情勢に合わせた整備のために移動された。

## 著名な埋葬者

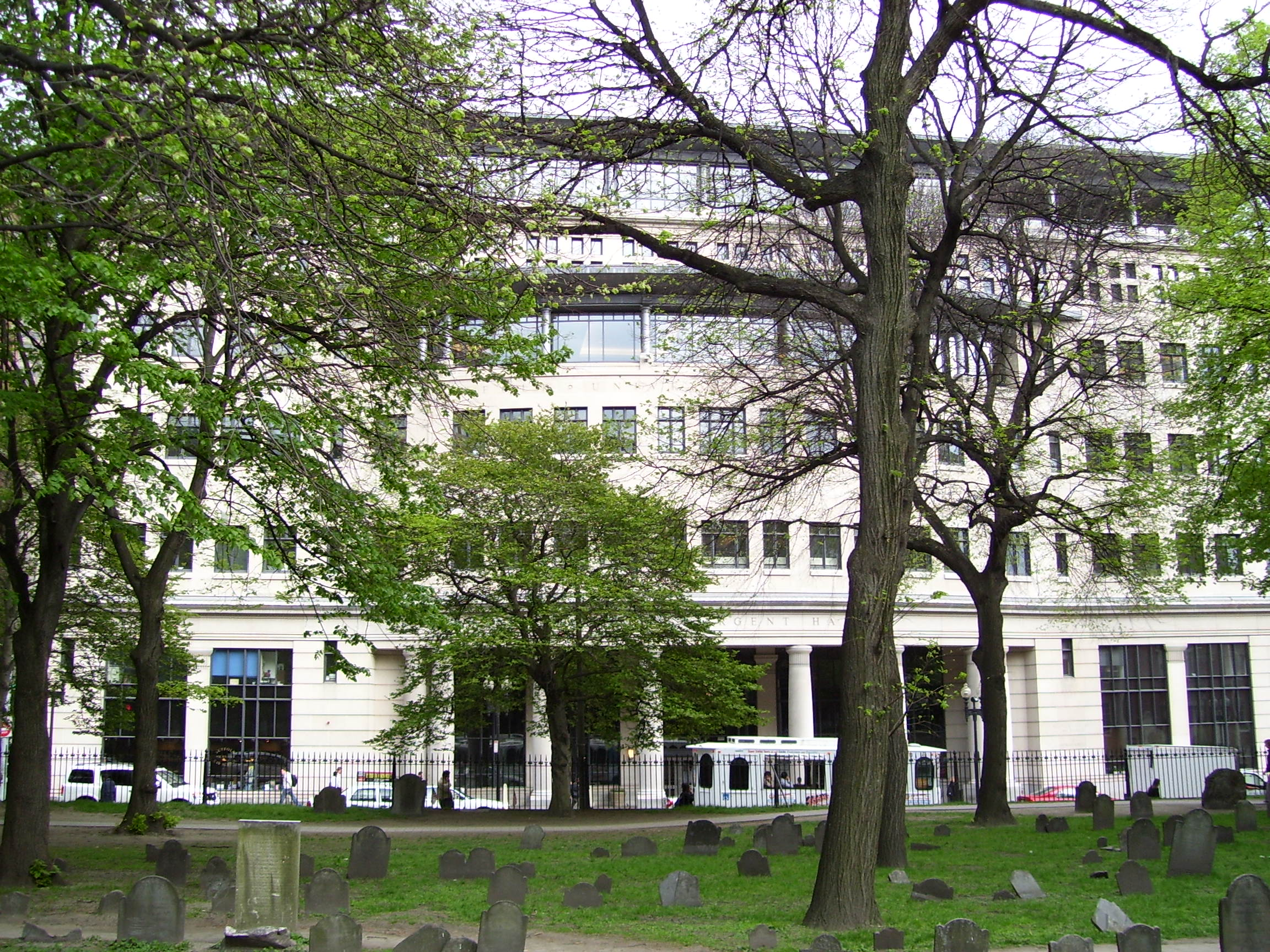
2008年、グラナリー墓地向かいのサフォーク大学法科大学院

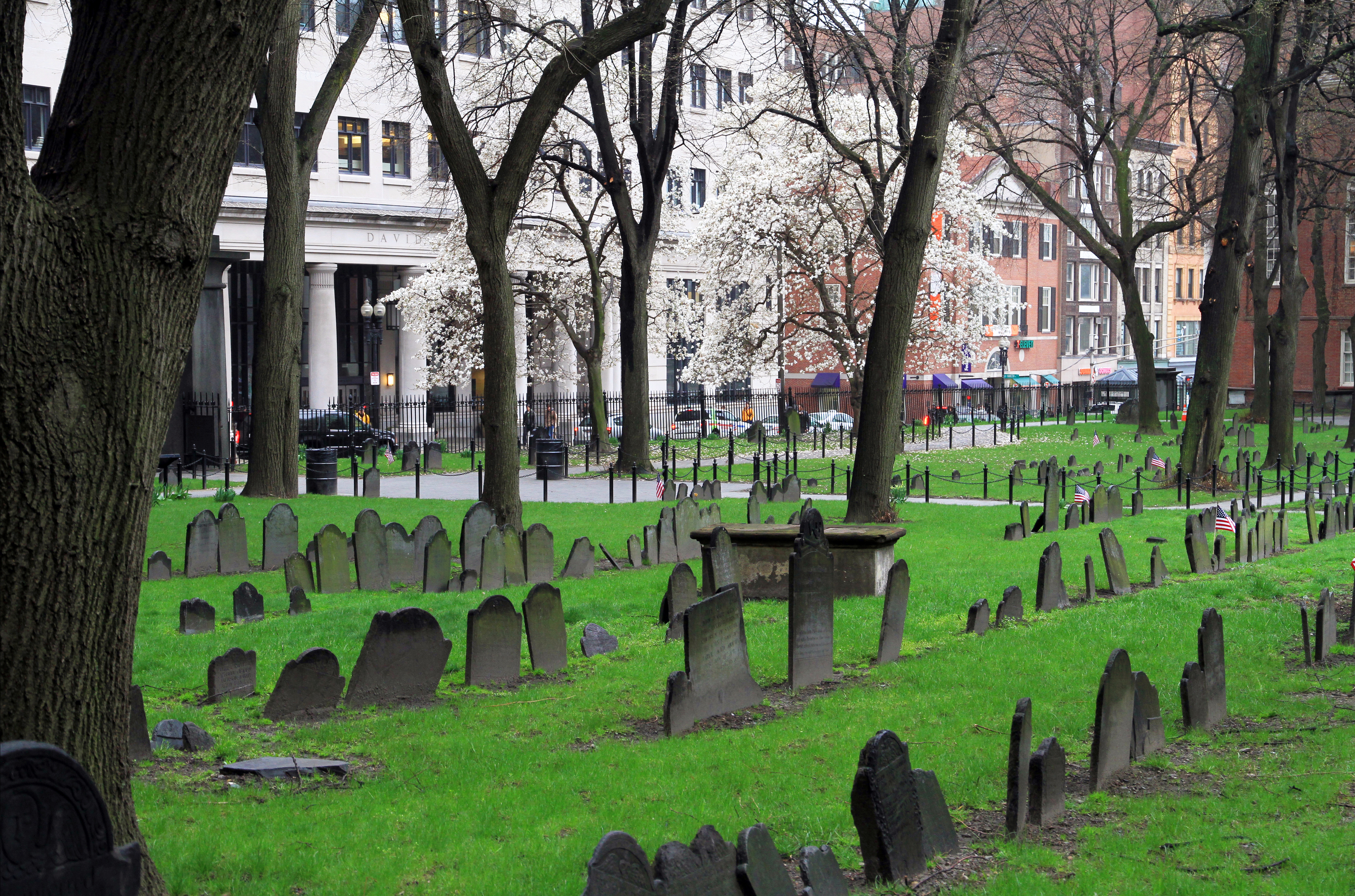
グラナリー墓地

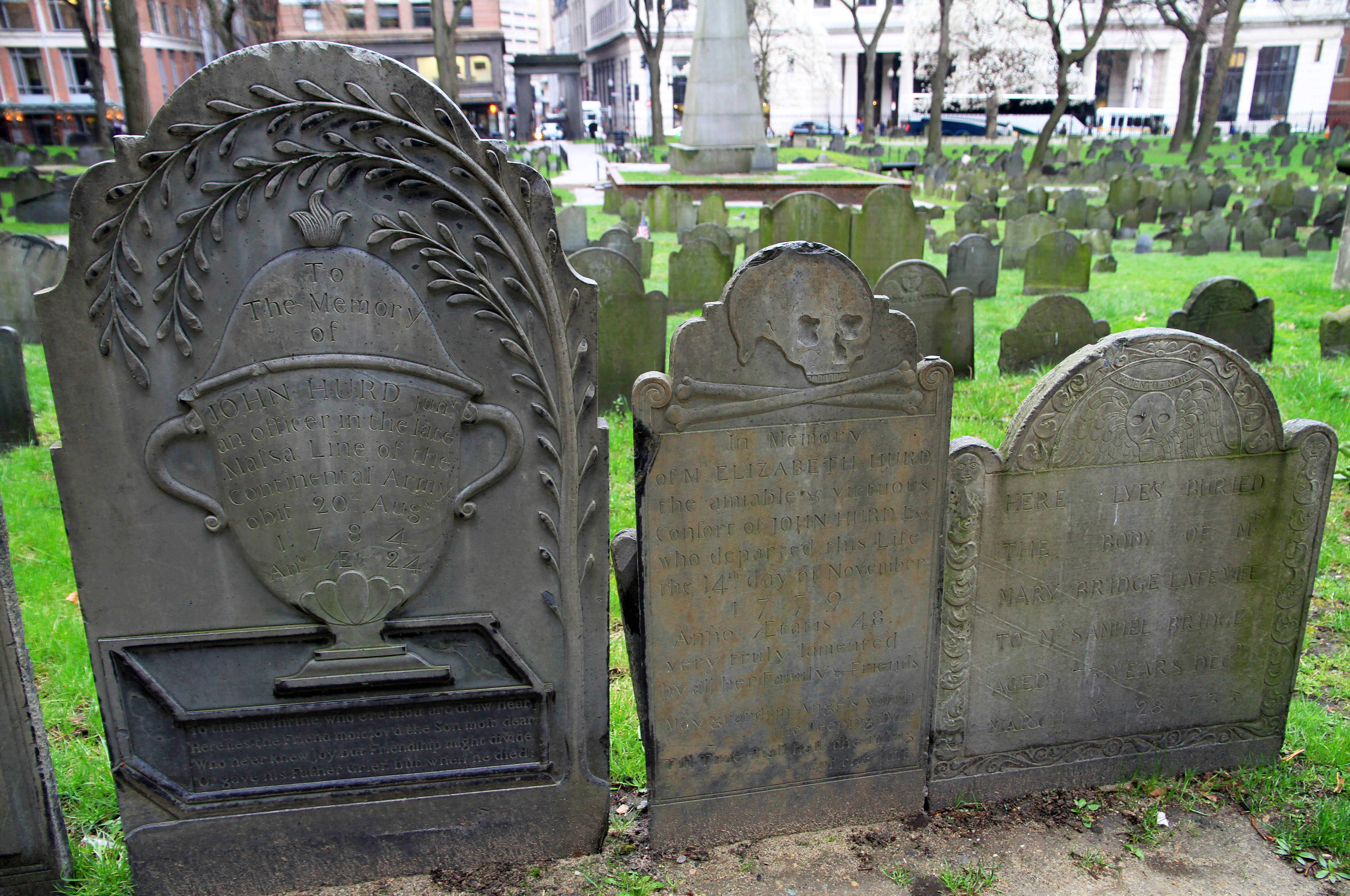
グラナリー墓地の墓石

- サミュエル・アダムズ (1722年–1803年) - 政治家、アメリカ独立宣言署名者。
- クリスプス・アタックス (1723年–1770年) - ボストン虐殺事件のアフリカ系アメリカ人犠牲者。クリストファー・セイダーほか4名の犠牲者、11日前に亡くなった少年と共に共同墓地に埋葬されている[11]。
- ジョン・エンデコット (1588年頃 – 1665年3月15日) - マサチューセッツ湾植民地初代総督。長年キングス・チャペル墓地に埋葬され墓石は破壊されたと誤認されていた。しかし近年グラナリー墓地の189番に埋葬されていることが証明された。
- ピーター・ファニエル (1700年–1743年) - ファニエル・ホールに出資した。
- ベンジャミン・フランクリンの家族 - 本人はペンシルバニア州フィラデルフィアに埋葬されている。
- メアリー・グース (1665年–1758年) - マザー・グースのオリジナルとして地元で知られているが[12]、フランスでは1650年にはすでにその名が知られており、物語のいくつかは17世紀までさかのぼる[13]。ただしアメリカで初めて出版されたのは1786年である[14]。
- ジェレミア・グリドリー (1702年–1767年) - 弁護士、1761年の判決執行命令支持者。
- ジョン・ハンコック (1737年–1793年) - 政治家、アメリカ独立宣言署名者。
- ジェイムズ・オーティス (1725年–1783年) - 弁護士、アメリカ独立戦争ペイトリオット。
- ロバート・トリート・ペイン (1731年–1814年) - アメリカ独立宣言署名者。
- ジョン・フィリップス (1770年–1823年) - 初代ボストン市長,
- ウェンデル・フィリップス (1811年11月29日–1884年2月2日) - 奴隷制度廃止論者、ネイティヴ・アメリカン支援者、演説者、弁護士[15]。
- エドワード・ロウソン (1615年–1693年) - マサチューセッツ湾植民地初代長官(1650年–1686年)。
- ポール・リビア (1735年–1818年) - 銀細工師、アメリカ独立戦争ペイトリオット。
- サミュエル・セウォル (1652年–1730年) - セイラム魔女裁判裁判官。
- ジョン・スマイバート (1688年–1751年) - スコットランド系アメリカ人アーティスト。
- シプリアン・サウサック (1662年–1745年) - 地図学者、海軍士官。
- インクリース・サムナー (1746年–1799年) - 第5代マサチューセッツ州知事。
- ネイサン・ウェブ (1705年–1772年) - 大覚醒時代の41年間のマサチューセッツ会衆派教会牧師。
- フィリス・ホイートリー (1753年5月8日–1784年12月5日) - 奴隷、初のアフリカ系アメリカ人詩人、書籍を出版した初のアフリカ系アメリカ人女性。
- ベンジャミン・ウッドブリッジ (1708年–1728年) - ボストン初の決闘の犠牲者[16]。

## ギャラリー

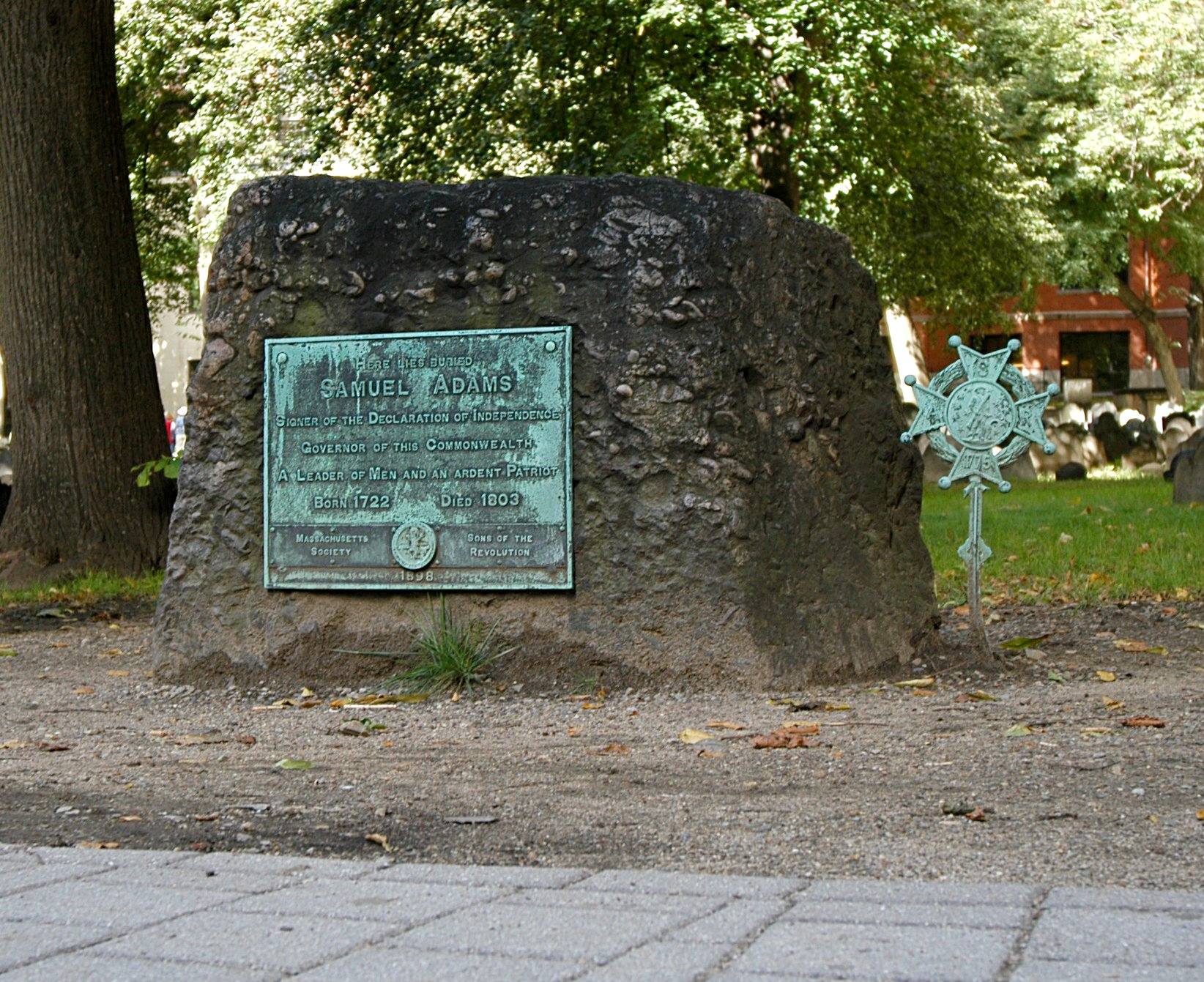
サミュエル・アダムズの墓。
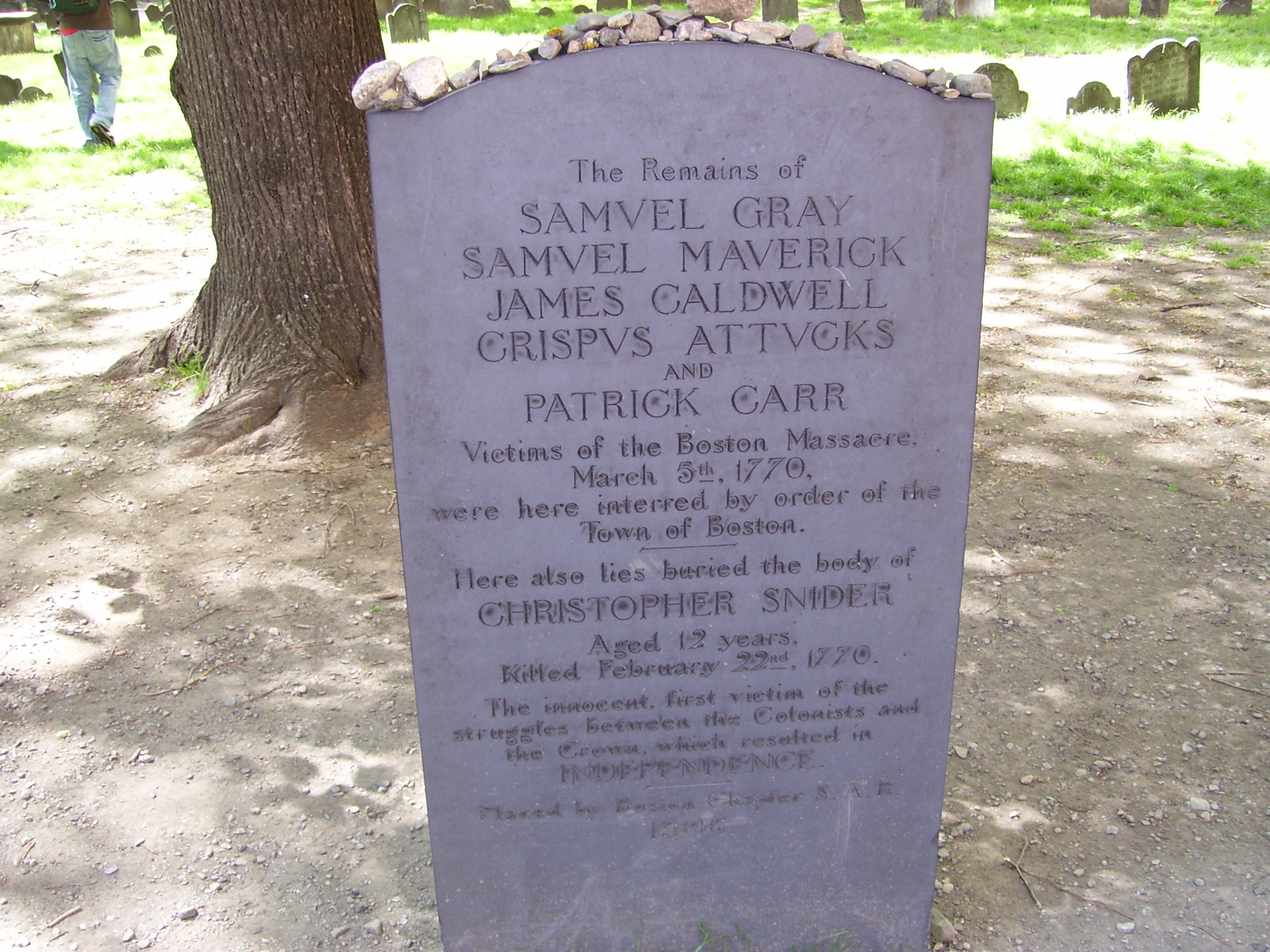
クリスパス・アタック、クリストファー・アタックほかボストン虐殺事件犠牲者の墓。
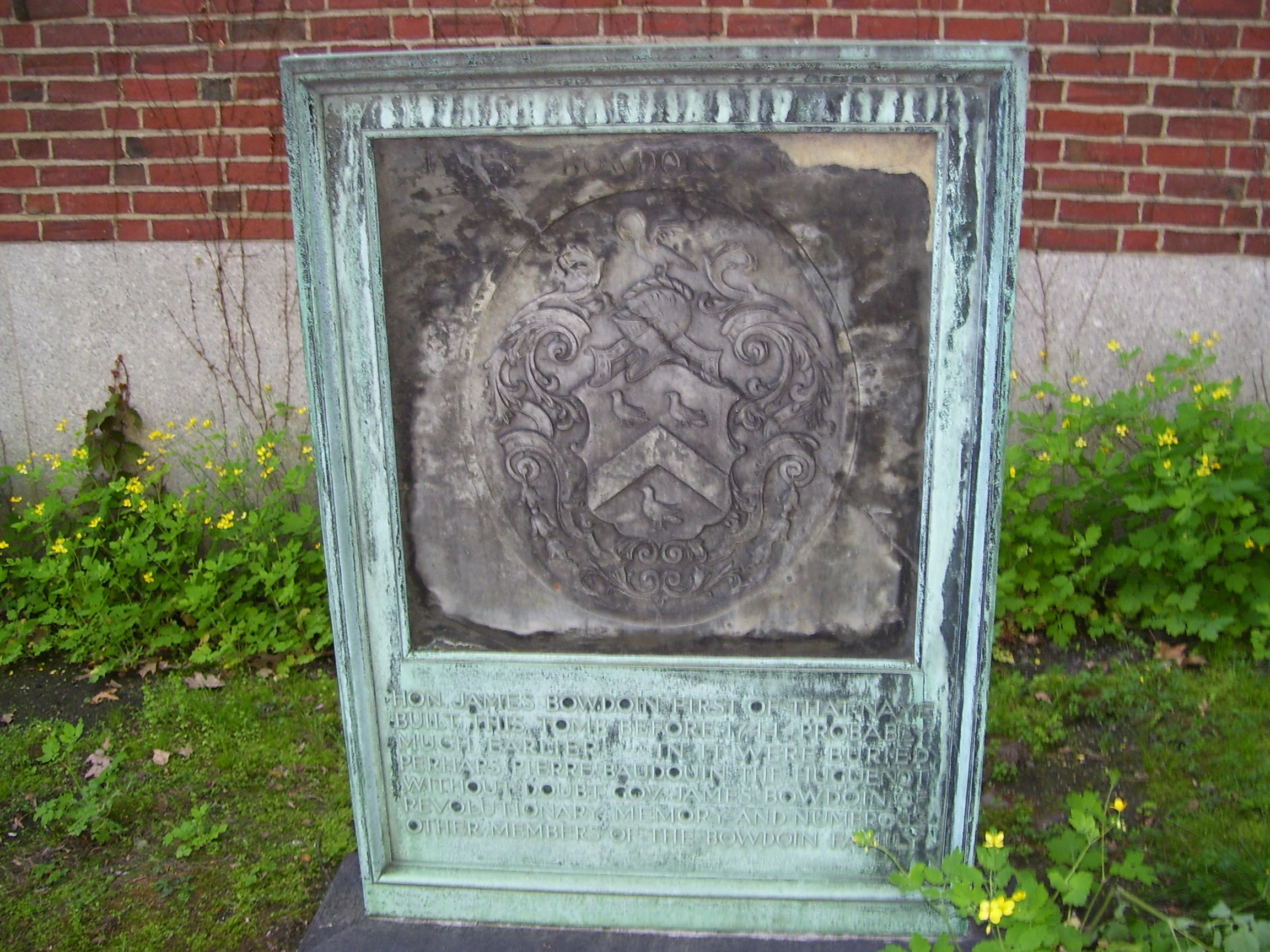
ジェイムズ・ボーディンの墓。
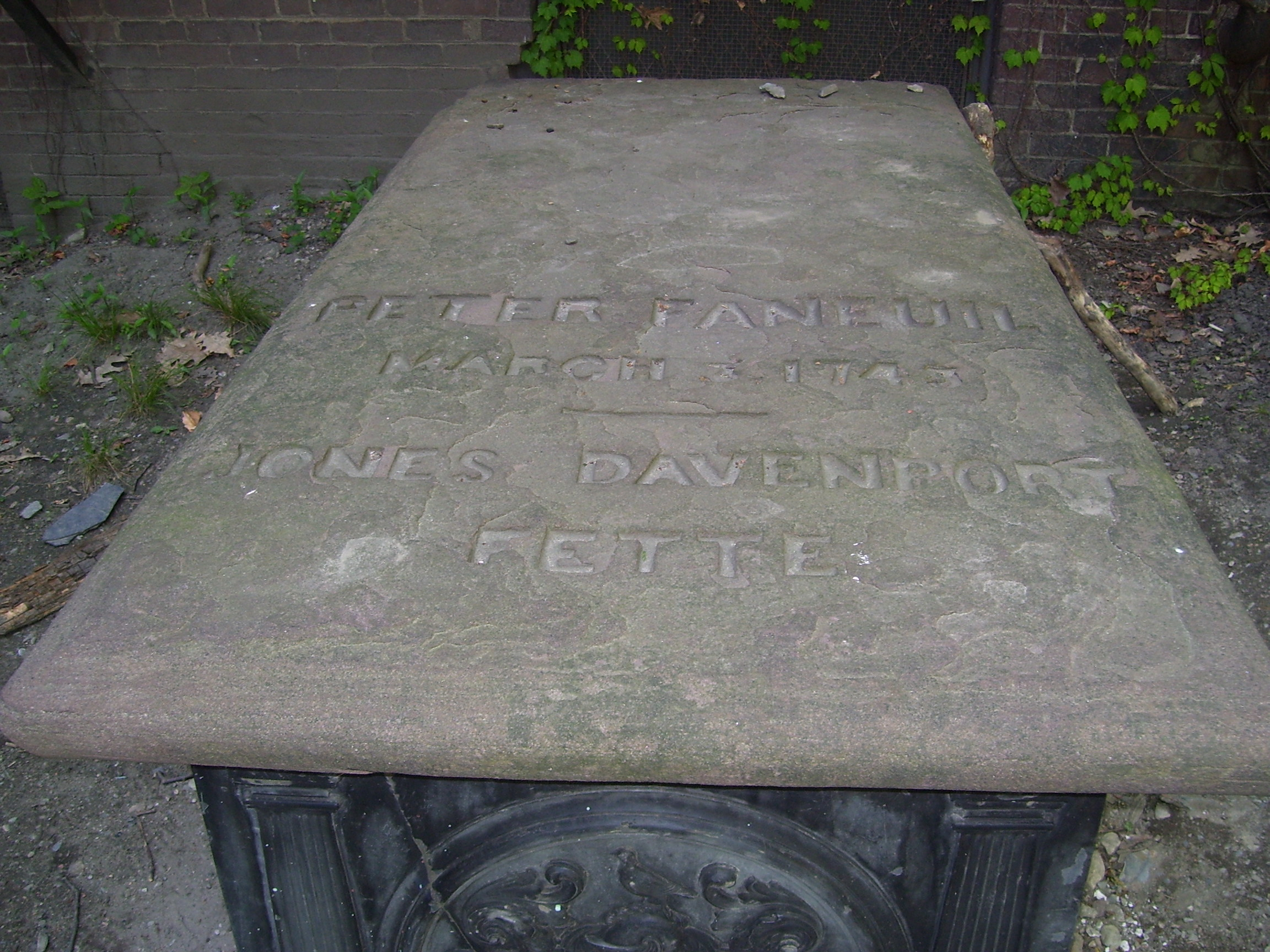
ピーター・ファニエルの墓。
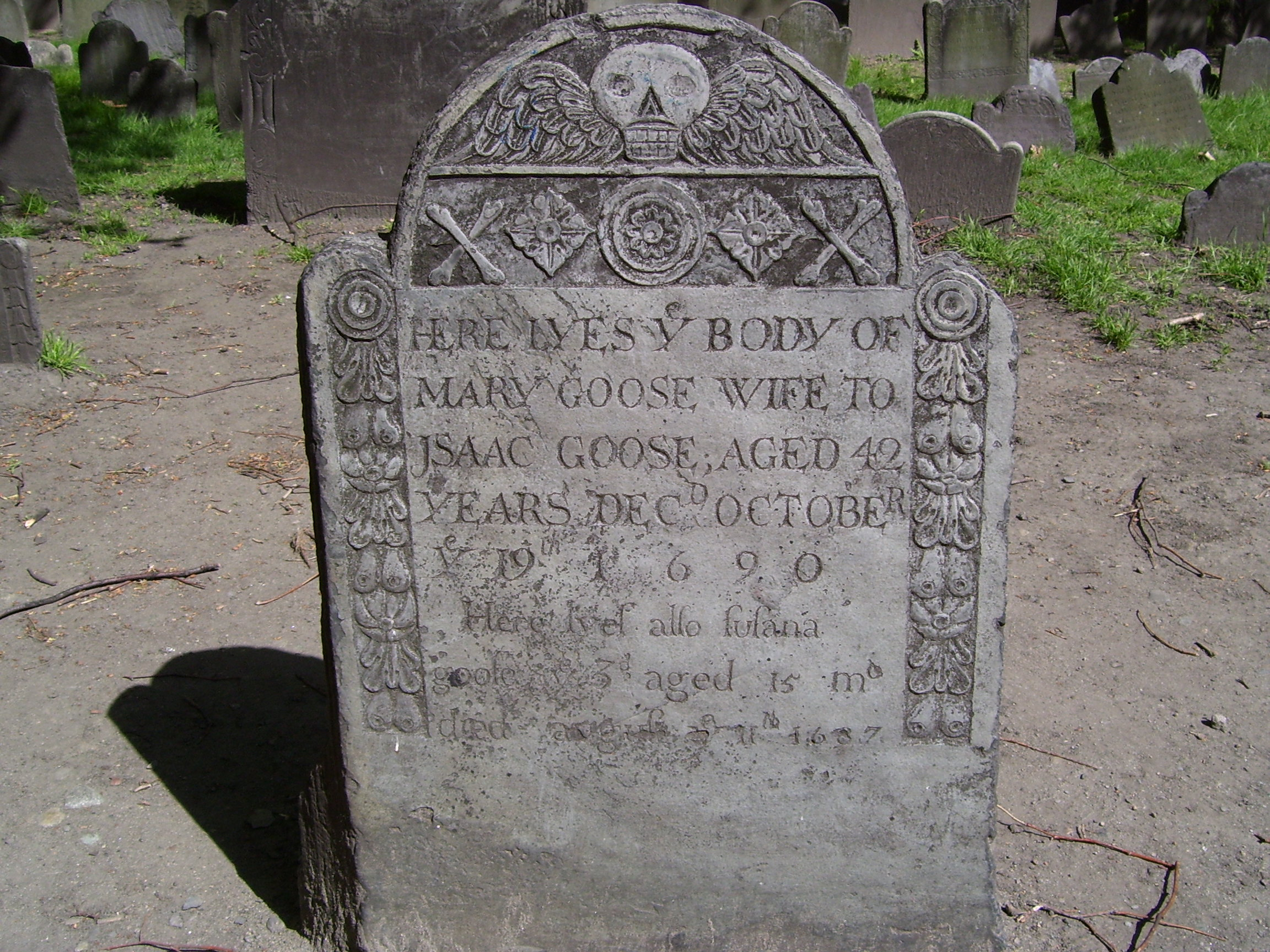
メアリー・グースの墓。
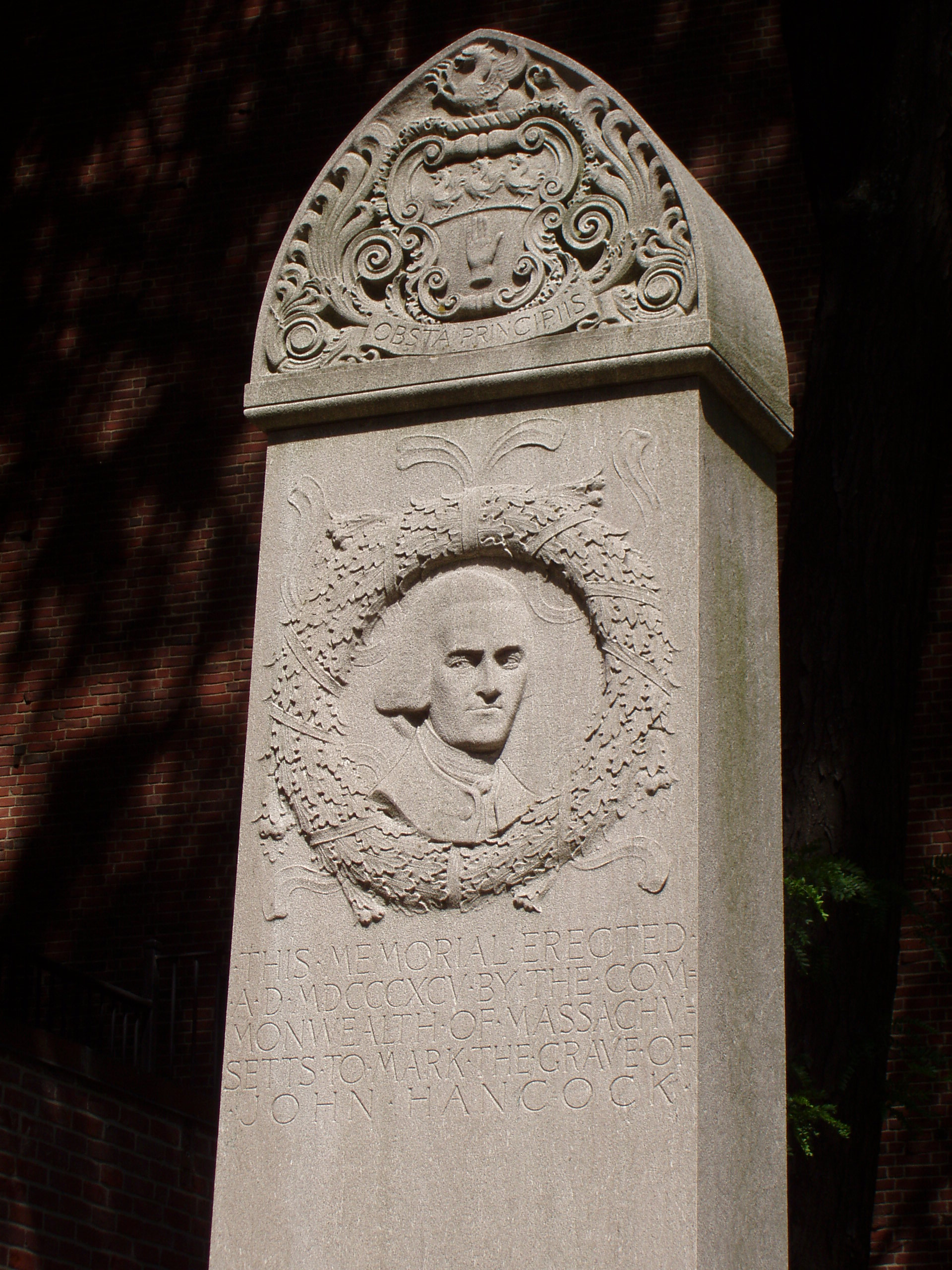
ジョン・ハンコックの記念碑。
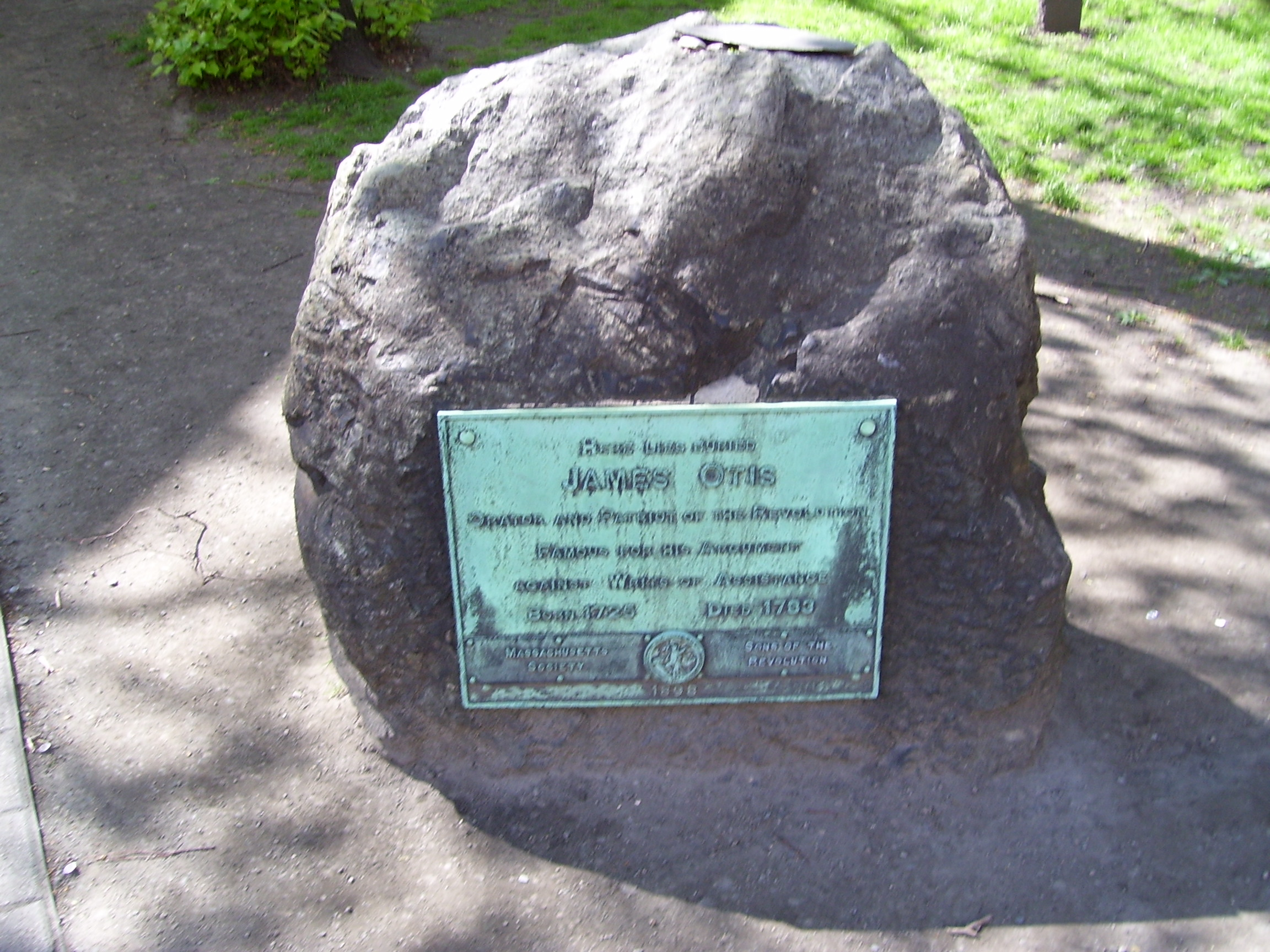
ジェイムズ・オーティスの墓。
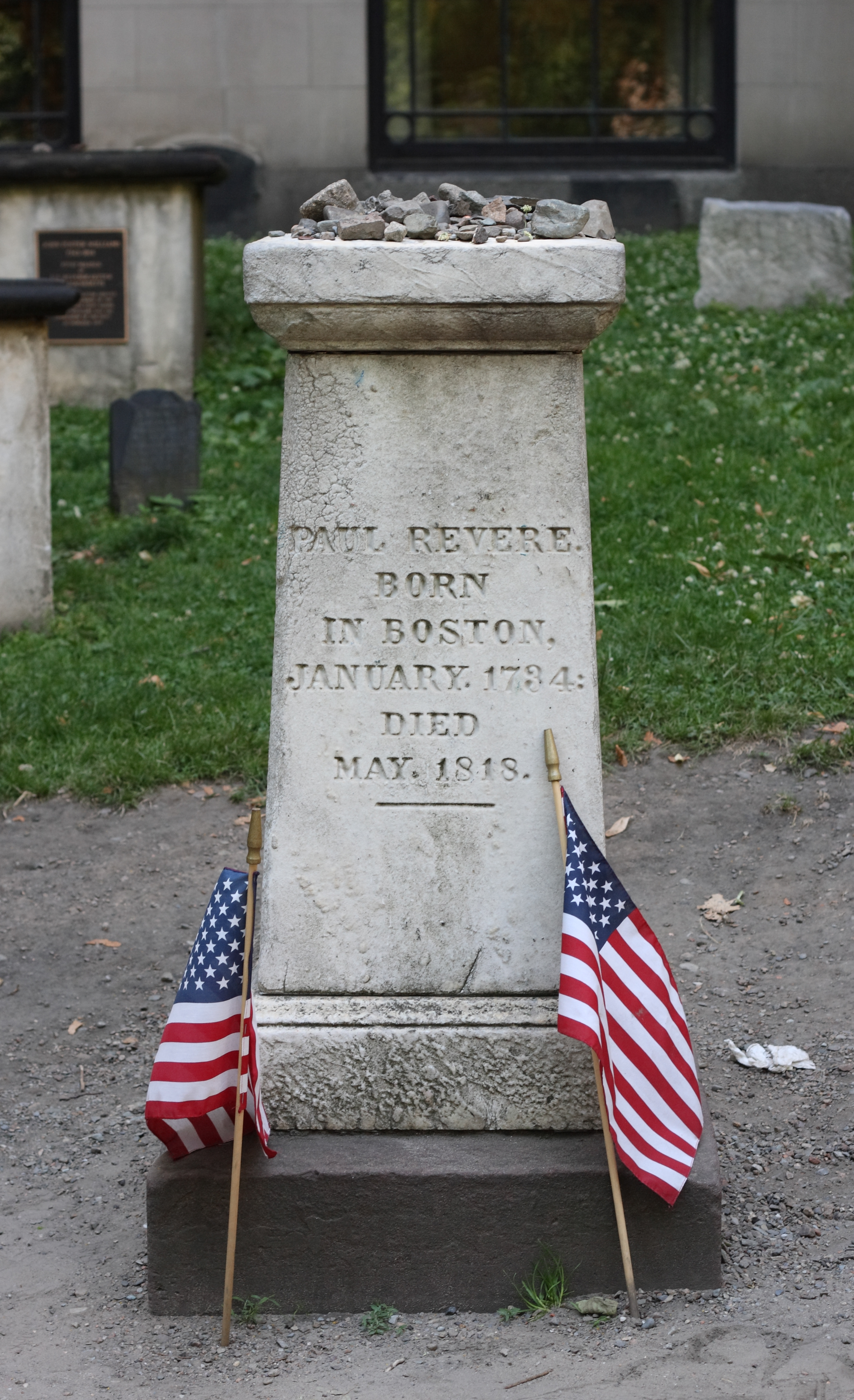
ポール・リビアの記念碑。
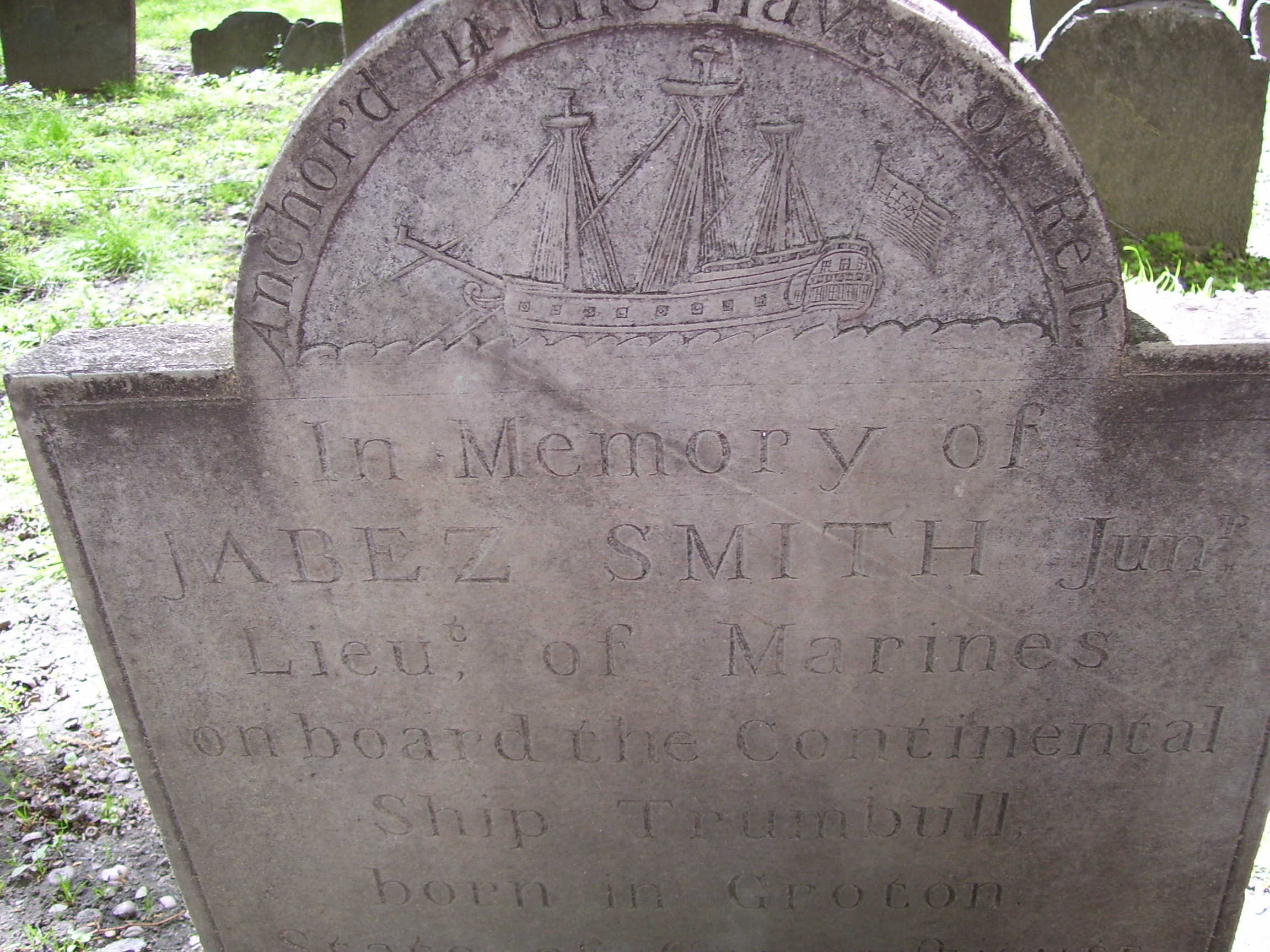
アメリカ海軍艦船トランブル(1776年)が描かれた、船上で亡くなったジェイベス・スミスの墓。
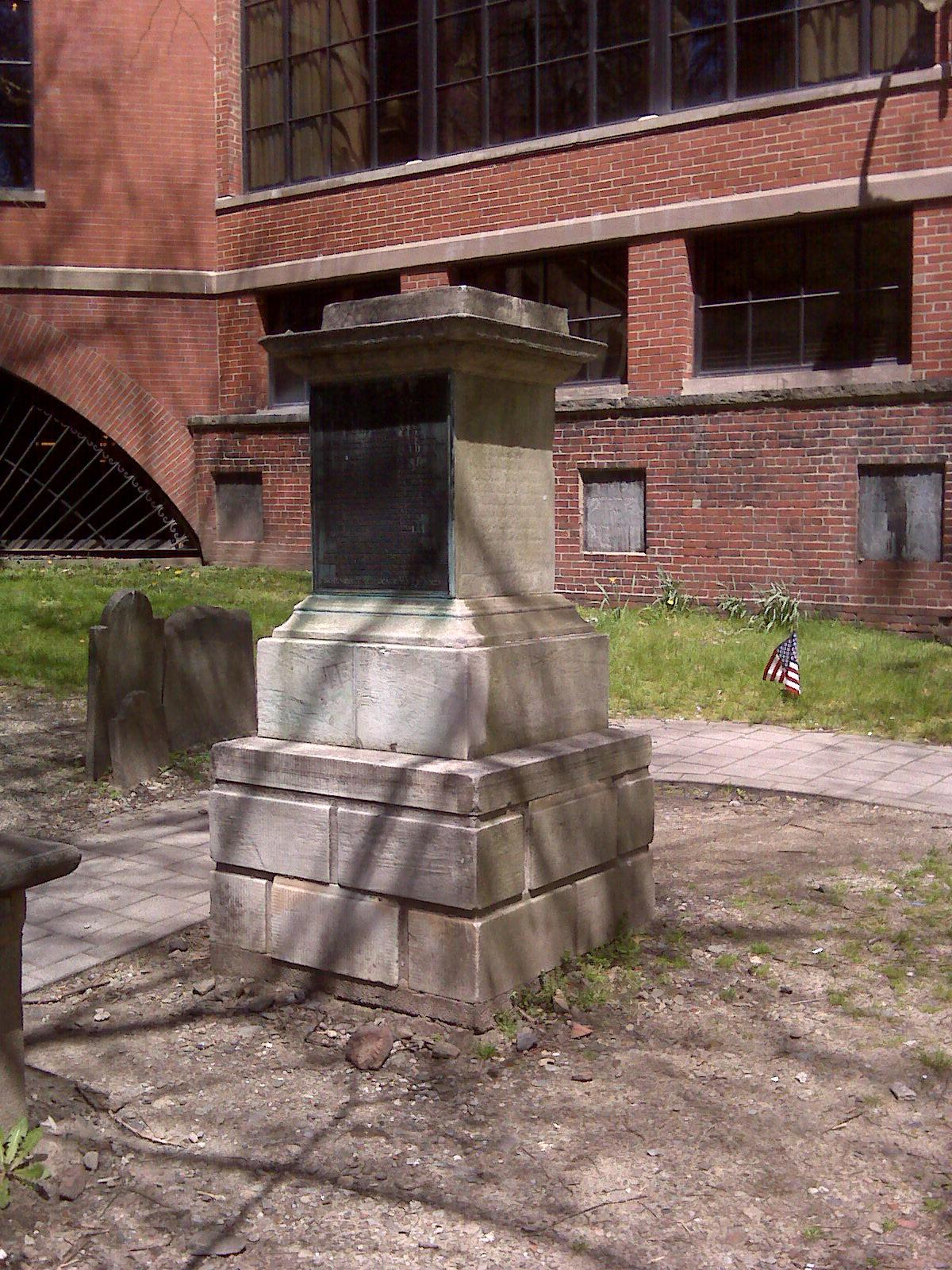
第5代マサチューセッツ州知事インクリース・サムナーの墓。
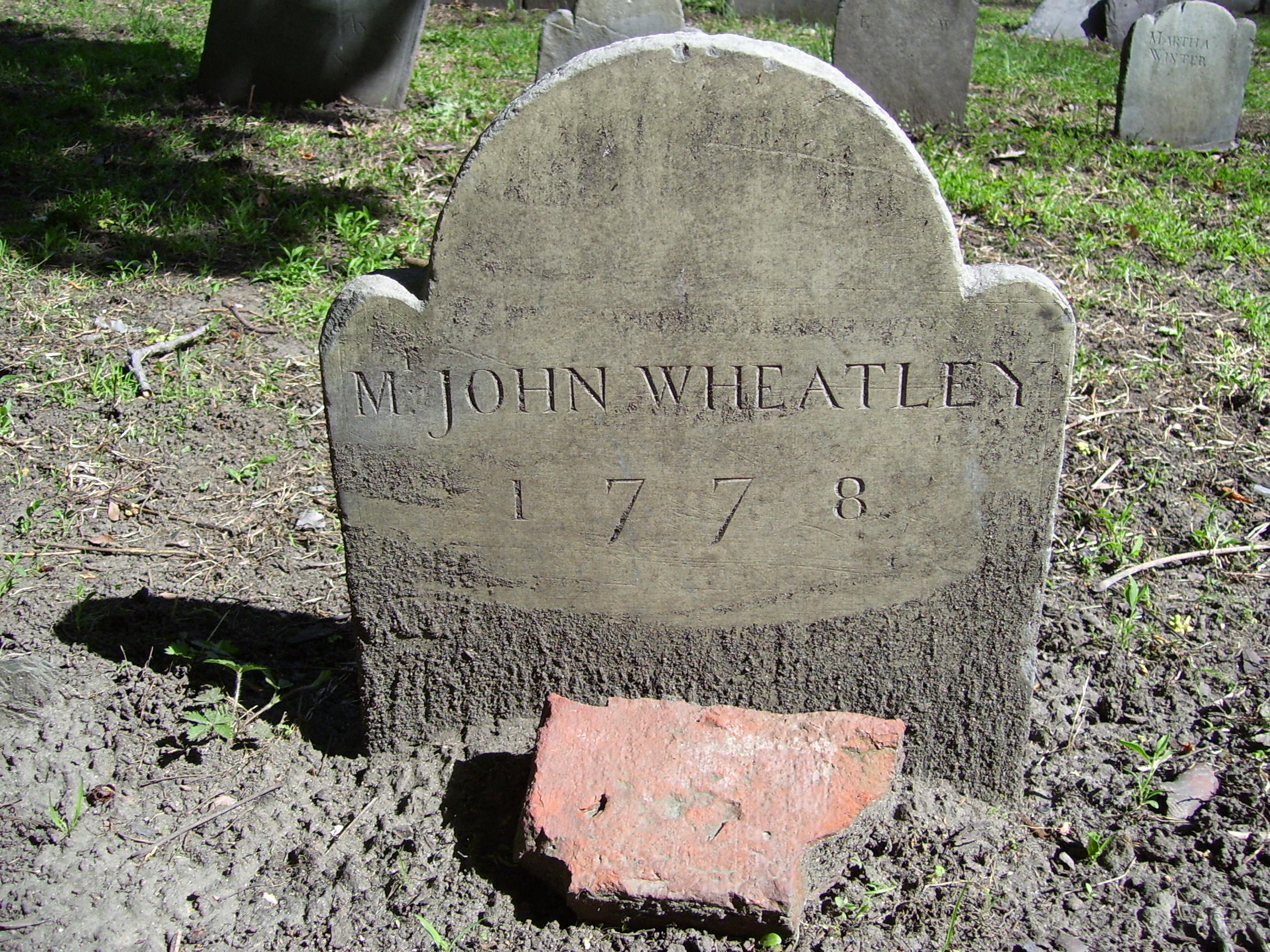
フィリス・ウィートリーを奴隷として所有していたジョン・ウィートリーの墓。
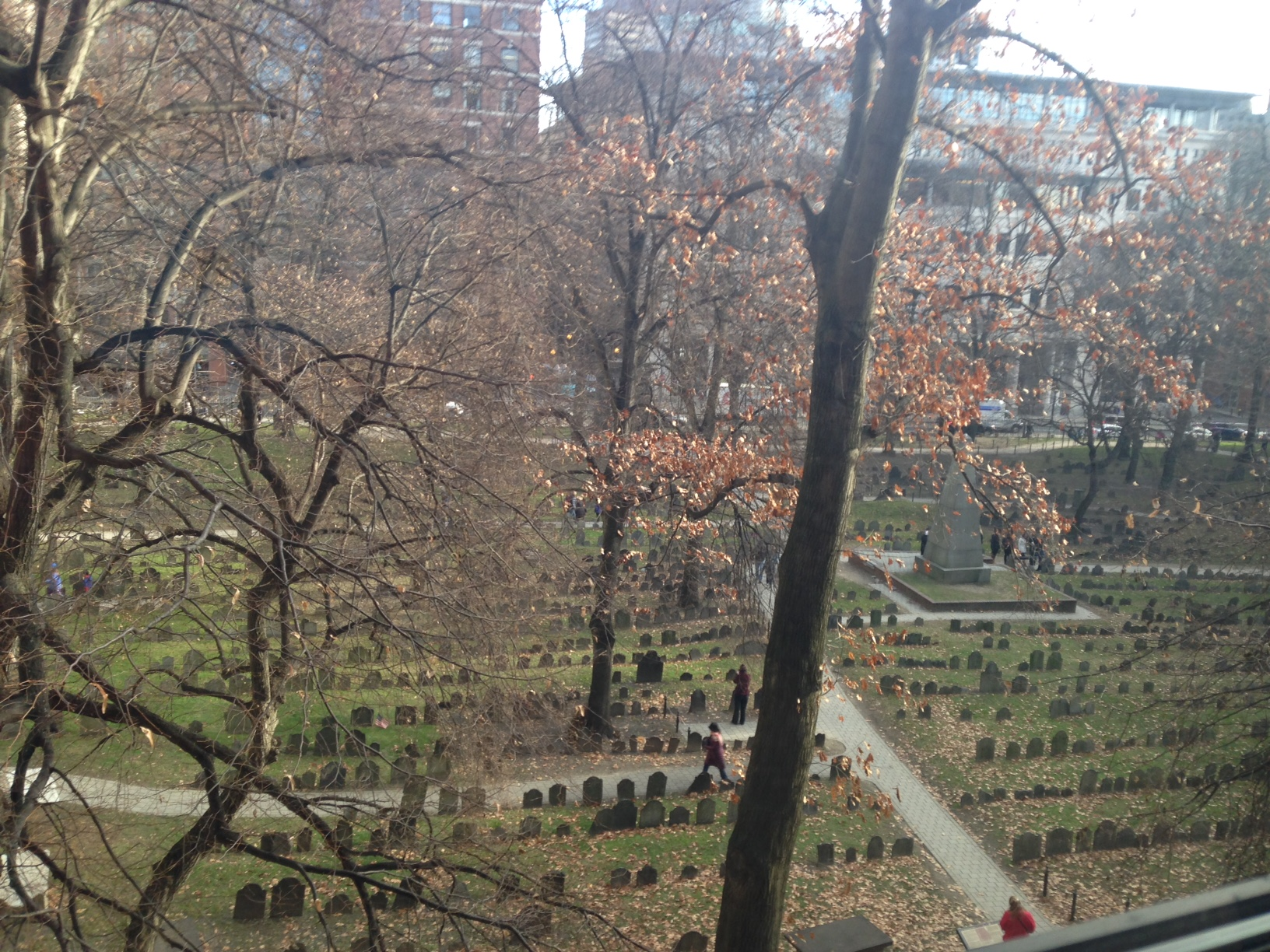
グラナリー墓地。